# Antiguraleus morgana
Antiguraleus morgana é uma espécie de gastrópode do gênero Antiguraleus, pertencente a família Mangeliidae.